# Francisco Bueno da Silva
Francisco Bueno da Silva foi um sertanista do século XVIII, primo de Bartolomeu Bueno da Silva e um dos fundadores do arraial de Ouro Preto. Um dos bairros da cidade ainda leva seu nome. Depois acompanhou o cunhado João Leite da Silva Ortiz pelo rio São Francisco, da Bahia a Pernambuco, com a intenção de viajar rumo a Lisboa para reclamar diretamente com o rei, pois os pagamentos prometidos a eles pelo capitão-mor de São Paulo por suas expedições não foi pago. João faleceu antes da viagem e Francisco foi até a capital, mas morreu sem conseguir suas pretensões.